# Пятрас Цвірка
Пятрас Цвірка (лит. Petras Cvirka; *12 березня 1909, Клангяй, Велюонської волості, нині Юрбаркський район Литви — †2 травня 1947, Вільнюс) — литовський прозаїк, поет, публіцист, литовський совєцький політичний діяч та пропагандист.

## Біографія
Народився в селянській родині. Закінчив гімназію в Вількії (1926). Навчався в Каунаському художньому училищі (1926-1930).
У 1930-1931 брав участь у діяльності каунаського робочого клубу «Надія» («Viltis»), співпрацював з літературним журналом «Трячас фронтас» («Trečias frontas»; «Третій фронт»).
У 1931-1932 завдяки стипендії товариства «Жібуреліс» вивчає в Парижі літературу і мистецтво. У Парижі познайомився з Луї Арагоном. З 1934 член Товариства литовських письменників (Lietuvių rašytojų draugija). У 1936 брав участь у випуску журналу «Literatūra».
Під час війни перебував у примусовій совєцькій евакуації — спочатку в Кіровській області, потім Саратові, Алма-Аті, з 1942- в Москві. Редактор літературного журналу «Пяргале» («Pergalė»; «Перемога»).
Помер 2 травня 1947 в Вільнюсі. Похований на цвинтарі Росса (Расу).
Правнучка письменника Віолета Цвіркайте (лит. Violeta Cvirkaitė) — відома литовська співачка.

## Творчість
Дебютував у пресі віршем, опублікованими в 1924; в періодиці друкував вірші, розповіді, фейлетони, нариси. Випущена в 1928 перша збірка віршів «Перша меса» («Pirmosios mišios») була конфіскована. У 1930 видав збірку новел «Захід в Нікській волості» («Saulėlydis Nykos valsčiuje»). Автор першого литовського сатиричного роману «Франк Крук» (1934). Кращим і найбільш значним вважається його соціальний роман про життя литовського селянства «Земля-годувальниця» (1935).
Дія роману «Майстер і сини» (1936) відбувається в роки революції 1905—1907. Колоритні образи сільських умільців кравця Крізаса і столяра Девейкі, домінування ліричного і гумористичного дозволили критикам називати його литовським «Кола Брюньоном» (Р. Роллана).
Писав оповідання (збірники «Повсякденні історії», 1938; «Коріння дуба», 1945; «Насіння братства», 1947). Оповідання для молоді (збірник «Цукрові баранці», 1935) розповіді для дітей, казки (збірка «Казки Неманського краю», 1948), нариси, гумористичні оповідання, памфлети, статті про літературу (збірник «Серце Грузії», 1947).
Литовською мовою переклав роман «Дванадцять стільців» І. Ільфа та Є. Петрова, частину роману Стендаля «Червоне і чорне» (1939), окремі твори О. С. Пушкіна, Анрі Барбюса , Беранже, Піранделло.
Співпрацював у газеті «Літературос науенос» («Літературні новини») та інших литовських періодичних виданнях.
Використовував псевдоніми A. Cvingelis, Cvingelis, Cezaris Petrėnas, JK Pavilionis, K. Cvirka, Kanapeikus, Kazys Gerutis, Klangis, Klangis Petras, Klangių Petras, LP Cvirka, Laumakys, P. Cvinglis, P. Cvirka-Rymantas, P. Gelmė, P. Veliuoniškis, Petras Serapinas, S. Laumakys

## Пам'ять
- Поштова марка, 1959.

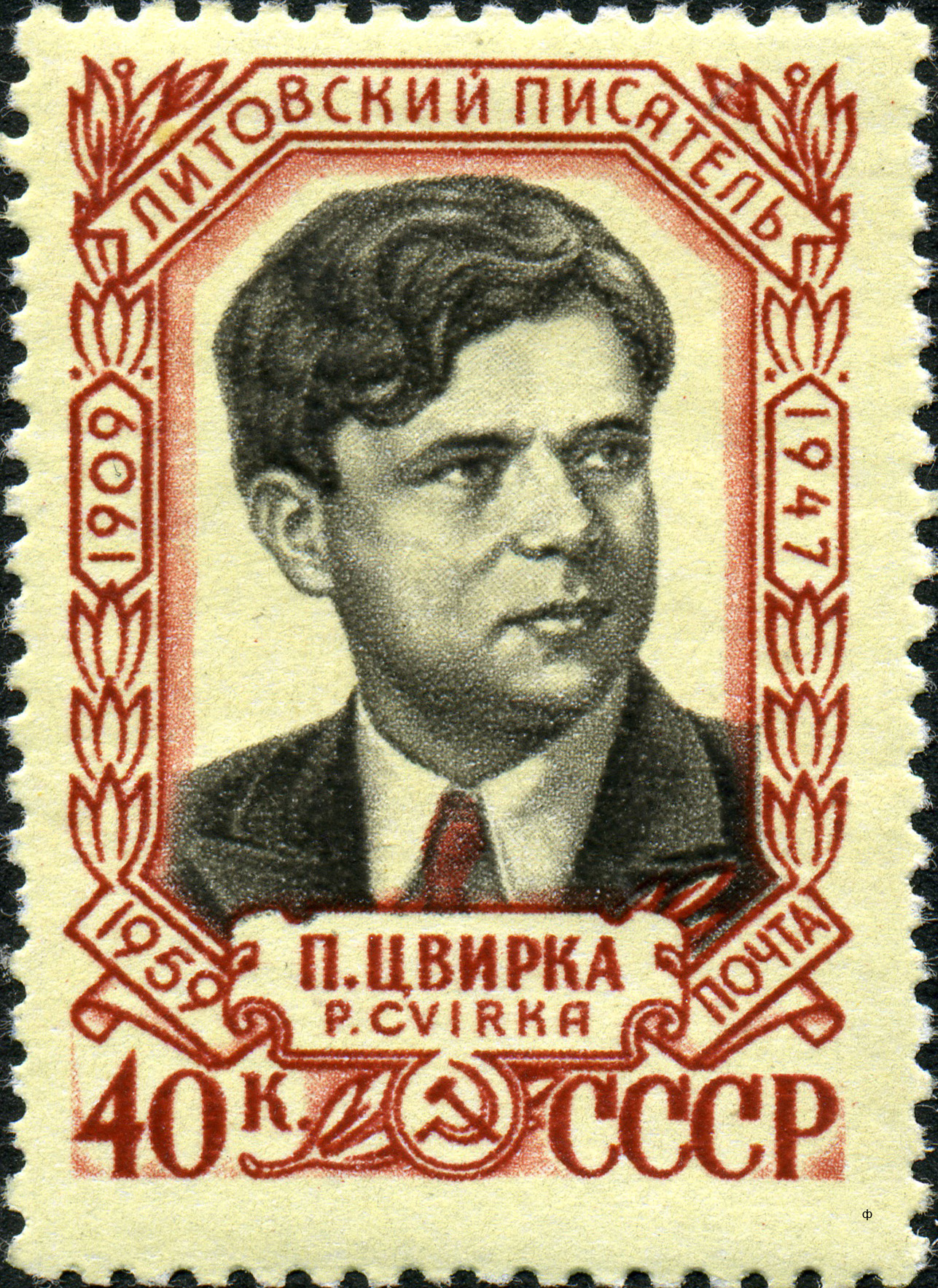
Поштова марка, 1959

- У 1951 в Каунасі було відкрито меморіальний музей Пятраса Цвірки. Після відновлення незалежності Литви у 1991 році його було перетворено на Музей дитячої літератури. Проте у ньому є меморіальна кімната Пятраса Цвірки.
- У 1953 було відкрито меморіальний музей в Клангяй. У 2022 році його було перейменовано на «Етнографічну садибу Клангяй».[5]
- У Вільнюсі в 1959 був встановлений пам'ятник (скульптор Ю. Мікенас, архітектор В. Мікучяніс). 19 листопада 2021 року цей пам'ятник, в межах процесів декомунізації, було демонтовано[6] та передано до парку Грутас у 2023[7].
- У 2019 році Литовський центр дослідження геноциду та опору дійшов висновку, що «Пятрас Цвірка активно співпрацював зі структурами окупаційного совєцького уряду у своїй політичній та громадській діяльності, і його співпраця мала серйозні та шкідливі наслідки для долі Литовської держави та її громадян»[8].

## Збірки оповідань
- Raštai. T. 1—13. Vilnius, 1949—1957
- Raštai. T. 1—8. Vilnius, 1959.

## Збірники і окремі твори
- Pirmosios mišios: eilėraščiai. Kaunas, 1928.
- Saulėlydis Nykos valsčiuje: apsakymai. Kaunas: Spaudos fondas, 1930.
- Adolfas Hitleris: apybraiža. Kaunas, 1933.
- Frank Kruk: romanas: 2t. Kaunas: Sakalas, 1934.
- Žemė maitintoja: romanas. Kaunas: Sakalas, 1935.
- Meisteris ir sūnūs: romanas. Kaunas: Sakalas, 1936.
- Kasdienės istorijos: novelės, skirtos V.Krėvei-Mickevičiui. Kaunas: Sakalas, 1938.
- Kasdienės istorijos: novelės, skirtos V.Krėvei-Mickevičiui. Kaunas: Sakalas, 1940.
- Bausmės ranka: apysakos apie Lietuvos partizanus. Maskva: Karinė leidykla, 1942.
- Apysakos apie okupantus. Maskva: LTSR valstybinė leidykla, 1943.
- Sidabrinė kulka: pasakos. Maskva: LTSR valstybinė leidykla, 1943.
- Ąžuolo šaknys: apsakymai. Kaunas: Valstybinė grožinės literatūros leidykla, 1945.
- Žemė maitintoja: romanas. Kaunas: Valstybinė grožinės literatūros leidykla, 1946.
- Brolybės sėkla: apsakymai. Kaunas: Valstybinė grožinės literatūros leidykla, 1947.
- Gruzijos širdis: apybraižos. Vilnius: Tiesa, 1947.
- Daina: apsakymai. Kaunas: Valstybinė grožinės literatūros leidykla, 1948.
- Petro Cvirkos apysakos ir autoriaus biografiniai bruožai. Brooklyn: Laisvė, 1949.
- Rinktinė. Vilnius: Valstybinė grožinės literatūros leidykla, 1951.
- Frank Kruk: romanas. Vilnius: Valstybinė grožinės literatūros leidykla, 1953.
- Žemė maitintoja: romanas. Vilnius: Valstybinė grožinės literatūros leidykla, 1956.
- Meisteris ir sūnūs: romanas. Vilnius: Valstybinė grožinės literatūros leidykla, 1957.
- Brolybės sėkla: [apsakymai]. Vilnius: Valstybinė grožinės literatūros leidykla, 1963.
- Daina: [apsakymas]. Vilnius: Valstybinė grožinės literatūros leidykla, 1963..
- Žemė maitintoja: romanas. Vilnius: Vaga, 1965.
- Frank Kruk: romanas. Vilnius: Vaga, 1966.
- Saulėlydis Nykos valsčiuje: apsakymai. Vilnius: Vaga, 1967.
- Kasdienės istorijos: apsakymai]. Vilnius: Vaga, 1967.
- Žemė maitintoja. Vilnius: Vaga, 1971.
- Ąžuolas: apsakymai. Vilnius: Vaga, 1974.
- Meisteris ir sūnūs: romanas. Vilnius: Vaga, 1976.
- Žemė maitintoja: romanas. Vilnius: Vaga, 1977.
- Meisteris ir sūnūs: romanas. Kaunas: Šviesa, 1982. 156 p. (Mokinio biblioteka).
- Nemuno šalies pasakos. Vilnius: Vyturys, 1988.
- Saulėlydis Nykos valsčiuje: apsakymai. Vilnius: Baltos lankos, 1996. 175 p. (Skaitinių serija, 7).
- Nemuno šalies pasakos. Kaunas: Aušra, 1999.